# خوسيه إنريكي رودو
خوسيه إنريكي رودو (بالإسبانية: José Enrique Rodó) واسمه الكامل خوسي إنريكي كاميلو رودو بينييرو ولد في 15 يوليوز 1871 بمدينة مونتيفيديو وتوفي في الأول من مايو لسنة 1917 بمدينة باليرمو 1872 1917، باحث وفيلسوف من الأوروغواي. تطور في أبحاثه لينتقل من الفلسفة الوضعية إلى الفلسفة البرغسونية. ومن مؤلفاته :
- أريل (1901).
- مطل بروسبيرو (1913).

## روابط خارجية
- خوسيه إنريكي رودو على موقع الموسوعة البريطانية (الإنجليزية)